# Salvat Etchart
Pour les articles homonymes, voir Etchart.
Œuvres principales
- Le Monde tel qu'il est

Écrivain français, lauréat du Prix Renaudot 1967, Salvat Etchart est né le 18 février 1924 à Pessac (Gironde) et est décédé le 23 octobre 1985 à Granada(Rouyn-Noranda), en Abitibi-Témiscamingue, au Québec.

## Biographie
Salvat Etchart est issu d'une lignée de paysans basques, mais naît en banlieue de Bordeaux, où habitent ses parents. À la trentaine, il découvre avec éblouissement la Martinique, où il s'installe en 1955 pour devenir cultivateur. Ses violentes critiques de la société néocoloniale lui valent une forte opposition des Békés.
Il choisit l'écriture pour décrire une île de nature généreuse et d'inégalités criantes entre les hommes. Ses deux premiers romans sont édités à Paris par Julliard, à qui il donne très peu d'indications biographiques. En 1967, le troisième, publié par les éditions Mercure de France, remporte le Renaudot, alors que l'auteur est à peu près inconnu du milieu littéraire. Etchart ne vient pas à Paris remercier le jury, et refuse de parler aux journalistes en Martinique.
Lassé des injustices de la société martiniquaise, Etchart part en 1970 au Québec, où il enseigne la littérature française. En 1985, il se tire une balle dans le cœur.
Il a entre autres enseigné à l'Université du Québec en Abitibi-Témiscamingue.

## Œuvre
- 1962 : Une bonne à six, éditions Julliard (réédité sous le titre Un couple, éditions de la Mauvaise graine, 2003)
- 1964 : Les nègres servent d'exemple, éditions Julliard
- 1967 : Le Monde tel qu'il est, Mercure de France (rééd. Babel, Actes Sud, 2004) – Prix Renaudot 1967
- 1977 : L'Homme empêché, Mercure de France
- 1984 : L'Amour d'un fou, Presses de la Renaissance
- 1987 : Le Temps des autres (publication posthume), Presses de la Renaissance